# Carlo Egidi
Carlo Egidi (* 20. Mai 1918 in Rom; † 2. Februar 1989 in Mailand) war ein italienischer Filmarchitekt.

## Leben
Egidi, einer der führenden Szenenbildner des italienischen Kinos der Nachkriegszeit, erhielt bis 1940 seine fachliche Ausbildung am Centro Sperimentale di Cinematografia in Rom. Anschließend sammelte er als Assistent des Filmarchitekten Guido Fiorini praktische Erfahrungen (z. B. 1943 bei Nessuno torna indietro) in diesem Beruf. 1946 half Carlo Egidi bei den Bauten zu Vittorio de Sicas Schuhputzer, einem frühen Meisterwerk des neurealistischen Kinos, und stieg im darauf folgenden Jahr zum Chefarchitekten auf. In den kommenden Jahren wurde er mit Szenenbildaufträgen zu einigen zentralen Werken des neorealistischen Kinos betraut, darunter die beiden Giuseppe-De-Santis-Inszenierungen Tragische Jagd und Bitterer Reis, zwei Filme, die auch international starke Beachtung fanden, sowie Achtung, Banditi!, ein Widerstandsdrama von Carlo Lizzani.
Auch später entwarf Egidi die Bauten zu einer Anzahl von Filmen bekannter und für die italienischen Kinokunst bedeutender Regisseure, darunter Pietro Germi, Mario Monicelli, Mauro Bolognini, Marco Ferreri, Francesco Rosi, Elio Petri und Alberto Lattuada. Egidis Filmkulissen belieferten zum Teil filmhistorisch wichtige wie hochwertige Kinoproduktionen „mit oftmals sozial engagierten und/oder politischen Aussagen“. Seine späteren Entwürfe zu Filmen ab Mitte der 1960er Jahre waren dagegen oft kaum mehr als routinierte Auftragsarbeiten, darunter Komödien mit Marcello Mastroianni, Sophia Loren, Stefania Sandrelli, Adriano Celentano und Dustin Hoffman.

## Filmografie
- 1947: Tragische Jagd (Caccia tragica)
- 1948: Bitterer Reis (Riso amore)
- 1949: Vendetta (Non c’è pace tra gli ulivi)
- 1951: Achtung, Banditi!
- 1952: Die Wölfin von Kalabrien (La lupa)
- 1953: Gelosia
- 1955: Un eroe di nostri tempi
- 1956: Das rote Signal (Il ferroviere)
- 1956: Mit Melone und Glacéhandschuhen (Parola di ladro)
- 1957: Die Verlobten des Todes (I fidanzati della morte)
- 1957: Und draußen lauert die Sünde (L’uomo di paglia)
- 1959: Diebe sind auch Menschen (Audace colpo dei soliti ignoti)
- 1959: Wir von der Straße (La notte brava)
- 1959: Unter glatter Haut (Un maledetto imbroglio)
- 1960: Der Weg zurück (Tutti a casa)
- 1960: Wenn das Leben lockt (Una giornata balorda)
- 1960: Die lange Nacht von 43 (La lunga notte del ‘43)
- 1961: Trauen Sie Alfredo einen Mord zu? (L’assassino) (auch Rolle)
- 1961: Scheidung auf Italienisch (Divorzio all’italiana)
- 1961: Tag für Tag Verzweiflung (Giorno per giorno disperatamente)
- 1961: Wer erschoß Salvatore G.? (Salvatore Giuliano)
- 1962: La banda Casaroli
- 1962: Il mafioso
- 1963: Verführung auf Italienisch (Sedotto e abbandonata)
- 1963: Die Nackte (La noia)
- 1964: Controsesso
- 1964: Hochzeit auf italienisch (Matrimonio all’italiana)
- 1965: Aber, aber, meine Herren… (Signore e signori)
- 1965: Mandragola (La mandragola)
- 1965: Break-Up (Oggi, domani e dopodomani)
- 1967: Unmoralisch lebt sich’s besser (L’immorale)
- 1968: Serafino, der Schürzenjäger (Serafino)
- 1969: Ermittlungen gegen einen über jeden Verdacht erhabenen Bürger (Indagino su un cittadino al di sopra di ogni sospetto)
- 1970: Le castagne sono buone
- 1972: Alfredo, Alfredo
- 1974: Bittere Liebe (Amore amaro)
- 1975: Das ganz große Ding (Baby Sitter)